# Коулман, Вернал
Вернал Коулман (англ. Vernal Coleman) — репортёр отдела новостей в подразделении ProPublica на Среднем Западе и лауреат Пулитцеровской премии 2021 года за серию статей о системе квалификации дальнобойщиков и допуске недобросовестных водителей к перевозкам в разных штатах.

## Биография
Выпускник Университета Талсы, Вернал Коулман начал свою карьеру в качестве научного сотрудника Академии альтернативной журналистики Северо-Западного университета, где он писал для Chicago Reader и других местных изданий. Также в начале своей журналистской карьеры Коулман освещал деятельность полиции и общественную безопасность в Ньюарке для The Star-Ledger и NJ.com. В 2014 году он присоединился к штату The Seattle Times, где принял участие в проекте «Бездомные» и писал о жилищных условиях и локальных мерах по сокращению бродяжничества. Также в разные годы Коулман писал для NJ Advance Media, Seattle times и Seattle weekly.
К 2020 году журналист числился в исследовательской группе Quick Strike редакции The Boston Globe и специализировался на анализе данных для краткосрочных расследований. В 2021 году он перешёл в штат отделения ProPublica на Среднем Западе. Среди прочего он работал над расследованием «Слепое пятно», которое выявило нарушения федеральных правил грузоперевозок и систематические отказы органов государственной власти разных штатов обмениваться информацией о недобросовестных водителях. Через год серия статей была удостоена Пулитцеровской премии за журналистское расследование и поспособствовала введению изменений в системе квалификации водителей.